# Real Account
Real Account (jap. リアルアカウント) ist eine Mangaserie von Autor Okushō und Zeichner Shizumu Watanabe, die seit 2014 in Japan erscheint. Das Werk ist in die Genres Shōnen, Action und Science-Fiction einzuordnen.

## Inhalt
Nach dem Tod ihrer Eltern leben Ataru Kashiwagi und seine Schwester Yuri allein und sind arm. So flüchtet sich Ataru immer mehr in die Onlinewelt und das Netzwerk Real Account. Anders als in der echten Welt kann er hier leicht neue Freunde und Bekanntschaften schließen. Doch dann sind er und 10.000 andere plötzlich in Real Account gefangen. Sie können das Netzwerk nicht mehr verlassen und ihre Körper sind bewusstlos. Das Netzwerk-Maskottchen Marble fordert sie auf, gemeinsam tödliche Spiele zu spielen, bei denen ihr echtes Leben auf dem Spiel steht. Bei jedem Tod werden auch alle Follower sterben und auch der Verlust aller Follower wird einen Teilnehmer das Leben kosten. 
Auch der Rest der Menschheit ist Zeuge der Ereignisse und kann als Follower selbst mit dem Tod bedroht sein. In einer ersten Panik sterben viele der Teilnehmer, weil sie alle Follower verlieren. Ataru bleibt zunächst nur seine Schwester, die er jedoch schützen will und blockt. Doch ein weiterer, unbekannter Follower bleibt ihm auch. So kann er in die weiteren Spiele eintreten, um eines Tages wieder in die reale Welt zurückkehren zu können.

## Veröffentlichung
Der Manga erschien zunächst ab Januar 2014 im Magazin Bessatsu Shōnen Magazine bei Kodansha. Im September des gleichen Jahres endete die Veröffentlichung dort und wurde im folgenden Dezember im Shūkan Shōnen Magazine beim gleichen Verlag fortgesetzt. Im Dezember 2019 endete de Veröffentlichung. Die Kapitel wurden auch in insgesamt 24 Sammelbände herausgebracht. Der 18. Band verkaufte sich in den ersten beiden Wochen nach Veröffentlichung knapp 38.000 mal in Japan.
Eine deutsche Übersetzung der Serie erscheint seit Januar 2018 bei Tokyopop in bisher 13 Bänden. Kodansha selbst veröffentlicht eine englische Fassung in Nordamerika, bei Edizioni Star Comics erscheint eine italienische und bei Tong Li Publishing eine chinesische.